# ハワード (時計)

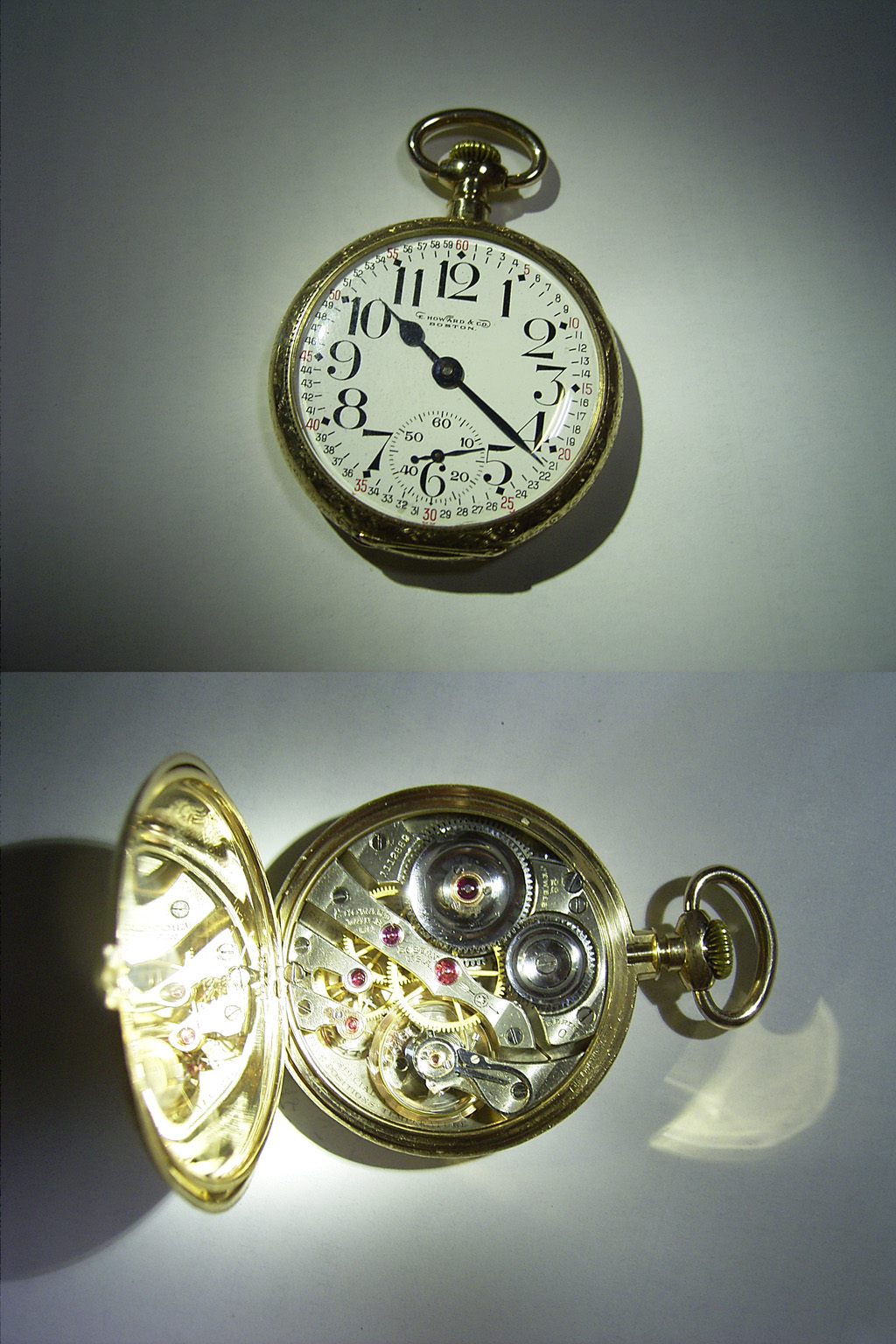
キーストンハワード シリーズ0

ハワード（Howard）は、高級懐中時計、置時計、塔時計を製造したアメリカの時計会社、及びそのブランドである。ウォルサムの創業に参画したエドワード・ハワード（Edward Howard ）が1842年にボストンで設立した。
日本では札幌市時計台の機械を製造したメーカー、非常に高品質な懐中時計を作ったメーカー、またインターナショナル・ウォッチ・カンパニーの創業者フロレンタイン・アリオスト・ジョーンズ（Florentine Ariosto Jones ）がスイスに渡る前に在籍していた会社として知られている。
現在の商標保有者はスウォッチグループである。

## 略歴
- 1842年 - "E. Howard Clock Co."設立。
- 1861年 - "Howard Watch and Clock Co."となる。
- 1861年 - "E. Howard Watch and Clock Co."となる。
- 1882年 - エドワード・ハワードが引退。
- 1903年 - クロック製造部門が"E. Howard Clock Co."として独立、懐中時計を販売する権利をキーストン（Keystone Watch Case Co. ）[1]に売却。
- 1927年 - ハミルトンにブランドを売却。
- 1933年 - "Howard Clock Products Co."となる。

## 製品

### 懐中時計
キーストンに買収される前の製品は俗にオールドハワードと呼ばれる。この時代の精度表記は独特であり、犬（Hound）の刻印は無調整、馬（Horse）の刻印は温度調整のみ、鹿（Deer）の刻印は6姿勢及び温度調整を表す。
懐中時計のケースを作っていたキーストンが1903年にハワードブランドで懐中時計を製造販売する権利を取得。これ以後の製品は俗にキーストンハワードと呼ばれる。品質は充分に優秀だが、オールドハワードの血統にあるとはいいがたい。

### 塔時計
国内では、札幌市時計台の時打重錘振子式四面時計（製造番号738）、海外ではハワイ州ホノルルにあるアロハタワーの棟時計がハワード社製で、現在においてもメンテナンスされ時を刻んでいる。